# Juan Alberto II de Mecklemburgo
Juan Alberto II, duque de Mecklemburgo[-Güstrow] (5 de mayo de 1590 en Waren-23 de abril de 1636 en Güstrow) fue un duque de Mecklemburgo. Desde 1608 al 1611, fue el gobernante nominal de Mecklemburgo-Schwerin; el auténtico gobernante sería el regente, su tío-abuelo Carlos I. Desde 1611 hasta 1621 Juan Alberto y su hermano Adolfo Federico I conjuntamente gobernó todo el ducado de Mecklemburgo. Desde 1621, Juan Alberto gobernó Mecklemburgo-Güstrow en solitario.

## Biografía
Juan Alberto era el hijo del duque Juan VII y Sofía de Schleswig-Holstein-Gottorp.
Reinó desde el 16 de abril de 1608, bajo la regencia de su tío-abuela del duque Carlos I, junto con su hermano Adolfo Federico I en la parte del país Mecklemburgo-Schwerin. Después de la muerte de Carlos, el emperador declaró a Adololfo Federico mayor de edad y gobernó en solitario hasta que Juan Alberto alcanzó la mayoría de edad y ellos empezaron a gobernar conjuntamente.
En 1617 se convirtió al Protestantismo. En la división de Mecklemburgo de 1621, Juan Alberto recibió Mecklemburgo-Güstrow.
En 1623, ambos hermanos se unieron a una alianza de los estados de Baja Sajonia. Intentaron parecer neutrales durante la Guerra de los Treinta Años, pero secretamente apoyaron a las tropas danesas del rey Cristián IV. Después de que el lado imperial ganara en la batalla de Lutter, Tilly los trató como enemigos. El 19 de enero de 1628, el emperador Fernando II emitió un decreto en el castillo de Brandýs declarando que los hermanos habían renunciaron a su feudo y que Wallenstein fuera investido con él. En mayo de 1628, los hermanos abandonaron el ducado, a petición de Wallenstein. En mayo de 1631, Wallenstein fue derrocado por las tropas suecas, y los hermanos regresaron.
Juan Alberto II murió en 1636 y fue enterrado en la catedral de Güstrow.

## Matrimonio y descendencia
Juan Alberto II se casó tres veces.
(I) El 9 de octubre de 1608 se casó con Margarita Isabel (1584-1616), hija del duque Cristóbal de Mecklemburgo. La pareja tuvo los siguientes hijos:
- Juan Cristóbal (1611-1612)
- Isabel Sofía (20 de agosto de 1613-12 de julio de 1676)

se casó con el duque Augusto II de Brunswick-Wolfenbüttel
- Cristina Margarita

se casó primero el 11 de febrero de 1640 Francisco Alberto de Sajonia-Lauenburgo, hijo de Francisco II
se casó por segunda vez, el 6 de julio de 1650 con el duque Cristián Luis I de Mecklemburgo-Schwerin (se divorciaron en 1663)
- Carlos Enrique (1616-1618)

(II) El 26 de marzo de 1618, se casó con Isabel de Hesse-Kassel (24 de mayo de 1596-16 de diciembre de 1625), hija del landgrave Mauricio de Hesse-Kassel. Este matrimonio no tuvo hijos.
(III) Se casó con su tercera esposa, Leonor María de Anhalt-Bernburg (7 de agosto de 1600-17 de julio de 1657), hija de Cristián I de Anhalt-Bernburg, el 7 de mayo de 1626. La pareja tuvieron los siguientes hijos:
- Ana Sofía (29 de septiembre de 1628-10 de febrero de 1666)

se casó con el duque Luis IV de Legnica
- Juan Cristián (1629-1631)
- Leonor (1630-1631)
- Gustavo Adolfo (1633-1695)
- Luisa (20 de mayo de 1635-6 de enero de 1648)